# HD 180314
HD 180314 är en ensam stjärna belägen i den mellersta delen av stjärnbilden Lyran. Den har en skenbar magnitud av ca 6,61 och kräver åtminstone en handkikare för att kunna observeras. Baserat på parallaxmätning inom Hipparcosuppdraget på ca 8,2 mas, beräknas den befinna sig på ett avstånd på ca 400 ljusår (ca 121 parsek) från solen. Den rör sig närmare solen med en heliocentrisk radialhastighet på ca -74 km/s.

## Egenskaper
HD 180314 är en  gul jättestjärna  av spektraltyp K0. Den har en massa som är ca 2,5 solmassor, en radie som är ca 8 solradier och har ca 44 gånger solens utstrålning av energi från dess fotosfär vid en effektiv temperatur av ca 5 000 K.

## Planetsystem
Kring stjärnan kretsar en förmodad exoplanet, HD 180314 b, ett objekt med en minsta massa som är 22 gånger Jupiters massa och därmed sannolikt en brun dvärg. Den kretsar kring HD 180314 med en omloppsperiod av 396 dygn med en halv storaxel på 1,4 AE. HD 180314 b:s bana är måttligt excentrisk, med en omloppsexcentricitet på 0,257.
| Planet | Massa  | Halv storaxel (AE) | Siderisk omloppstid (d) | Excentricitet | Inklination | Radie |
| ------ | ------ | ------------------ | ----------------------- | ------------- | ----------- | ----- |
| b      | ≥22 MJ | 1,4                | 396,03 ± 0,62           | 0,257 ± 0,010 | -           | -     |